# Pablo González Cuesta
Pablo González Cuesta, noto anche come Pablo Gonz (Siviglia, 1968), è uno scrittore e sceneggiatore spagnolo.
Dal 2001 risiede a Valdivia, in Cile. Fino all'età di tre anni, ha vissuto a San Paolo, in Brasile, dopodiché con la sua famiglia si è trasferito a Barcellona, dove è rimasto fino al 1976. La tappa successiva è stata quella di Madrid, dove ha trascorso gran parte della sua infanzia e giovinezza, con un intervallo di quasi un anno (1991-1992) a Monaco di Baviera (Germania). Nello stesso periodo, è avvenuto il suo avvicinamento alla letteratura. I suoi primi riferimenti letterari sono stati Gabriel García Márquez, Eduardo Mendoza, Lev Tolstoj e Stefan Zweig.

## Opere
- 1996:	La pasión de Octubre (romanzo ed. Alba, Barcellona).
- 1997:	Experto en silencios (romanzo ed. Bitzoc, Palma di Maiorca, Spagna).
- 1998:	Los hijos de León Armendiaguirre (romanzo ed. Planeta, Barcellona).
- 2008:	Libertad (romanzo ed. Uqbar, Santiago del Cile).
- 2008:	Mío (romanzo ed. Carisma, Badajoz, Spagna).
- 2010:	Libertad (e-book http://www.librositio.com Archiviato il 14 marzo 2012 in Internet Archive., https://web.archive.org/web/20081118195118/http://www.booksonboard.com./).
- 2011:	Mío (Bubok, Madrid, Spagna). (ISBN 978-84-615-0430-5).
- 2013:	Novela 35 lebensráumica (20:13, Valdivia, Cile).
- 2014:	Novela 31 (http://www.revistanarrativas.com).
- 2014:	Lavrenti y el soldado herido (20:13, Valdivia, Cile). (ISBN 978-956-353-992-9)

## Premi letterari
- 1995:	V Premio de Novela Prensa Canaria per il romanzo La pasión de Octubre.
- 1997:	V Premio de Novela Breve Juan March Cencillo per il romanzo breve Experto en silencios.
- 2008:	II Premio Encina de Plata per il romanzo breve Mío.

### Blogs
- https://pablogonz.wordpress.com/
- https://pablogonzalezcuesta.blogspot.com/

| Controllo di autorità | VIAF (EN) 24194118 · ISNI (EN) 0000 0001 0879 1570 · LCCN (EN) no96036270 · GND (DE) 141227184 · BNE (ES) XX1145449 (data) |